# Beckmann-Fjord
Der Beckmann-Fjord ist eine kleine Bucht an der Nordküste Südgeorgiens. Er liegt unmittelbar östlich des Bellingshausen Point an der Ostseite der Bay of Isles.
Robert Cushman Murphy kartierte ihn bei seinem Besuch Südgeorgiens (1912–1913) an Bord der Brigg Daisy. Er benannte ihn nach dem Norweger Ludvik Beckmann (1884–1912) aus Horten, Harpunier auf dem Walfänger Don Ernesto, der bei einem Einsatzunfall im Dezember 1912 ums Leben kam und auf Südgeorgien bestattet wurde.